# 미코가미 나기사
미코가미 나기사(御子神 ナギサ,みこがみ ナギサ)는 《쥬로링 동물탐정》의 등장인물이다. 더빙판 명칭은 키키/키나이다.

## 프로필
- - 성우:안자이 치카/은영선

미코가미 3자매의 장녀로 가온누리 중학교 2학년. 14세/15세.
집을 비우는 일이 많은 엄마를 대신하는 경우가 많다.
변신한 리코, 리무에 이끌려 키루밍을 손에 넣어, 강아지의 모습으로 변신한다.
리코가 지어준 변신 후의 별명은 포치 언니/멍멍이 언니.
변신 후에는 주로 후각이 발달한다. 펄스/루스와 만난 이후 희미하게 연정을 품기 시작한다.